# Soloba
Soloba – miasto i siedziba gminy Yallankoro-Soloba w regionie Sikasso w południowym Mali.